# Chlorure de zirconium(III)
Le chlorure de zirconium(III) est un composé chimique de formule ZrCl3. Il s'agit d'un solide cristallisé connu par deux isomorphes : une forme α, bleu marine, de structure trigonale avec le groupe d'espace P3m1 (no 164) et les paramètres a = 596,1 pm et c = 966,9 pm, et une forme β, vert olive, de structure hexagonale avec le groupe d'espace P63/mcm (no 193) et les paramètres a = 638,2 pm et c = 613,5 pm, avec Z = 2 dans ce cas. Il s'oxyde à l'air libre en chlorure de zirconyle ZrOCl2.
Le chlorure de zirconium(III) peut être obtenu en réduisant le chlorure de zirconium(IV) ZrCl4 avec du zirconium ou de l'aluminium (méthode historique) :
3 ZrCl4 + Zr ⟶ 4 ZrCl3 ;
3 ZrCl4 + Al ⟶ 3 ZrCl3 + AlCl3.
La synthèse par l'aluminium conduit à la contamination du produit par divers chloroaluminates tels que [Zr(AlCl4)2(AlCl4)2] et Zr(AlCl4)3, d'où la prévalence de la méthode directe par le zirconium.
Il est également possible de recourir à un réducteur gazeux pour éviter ces contaminations dans la mesure où les trihalogénures de zinc sont moins volatils. C'est typiquement le cas avec l'hydrogène :
ZrCl4 + 1⁄2 H2 ⟶ ZrCl3 + HCl.